# Mechac Koffi
Mechac Koffi (nacido el 24 de septiembre de 1988) es un futbolista marfileño quien juega para el Al-Nasr SC en la Liga Profesional de Omán.

## Vida personal
Mechac tiene tres hermanos y una hermana menor. Su hermano más viejo, Yao Simon Koffi juega para el Hilal Al-Fasher en la Liga Premier de Sudán.

## Club career

### Marruevos
Mechac comenzó su carrera profesional en 2009 en Marruecos con el OC Khouribga en Liga Botola. Anotó 3 goles en 28 partidos.

### Argelia
En 1 de julio de 2011, se trasladó a Argelia y firmó un contrato de un año con el AS Khroub de la Campeonato Nacional de Primera División de Argelia. Anotó 2 goles en 20 apariciones de liga. El 6 de agosto de 2012, otra vez firmó un contrato de un año con otro club argelino, el heptacampeón ES Sétif. Anotó 2 goles en 11 partidos para el club de Sétif. Y el 17 de junio de 2013, firmó un contrato de seis meses con el club argelino RC Arbaâ.

### Egypt

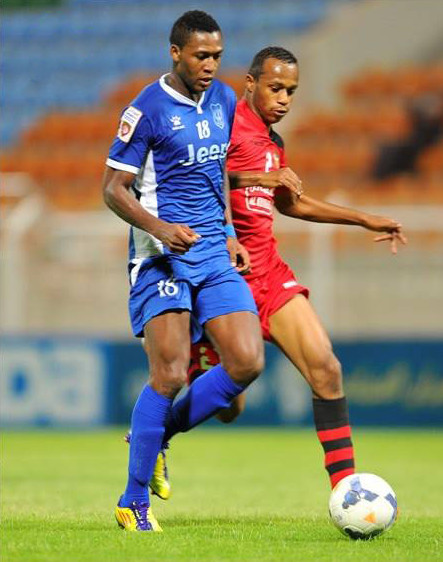
Mechac Koffi - 2014–15 Oman Professional League

Después de pasar un hechizo de tres años en Argelia, se trasladó a Egipto y firmó un contrato con el Ismaily SC de la Liga Premier de Egipto, el tercer mejor equipo de la tierra de los faraones. Anotó 1 gol en 6 partidos para el club de Ismailia.

### Omán

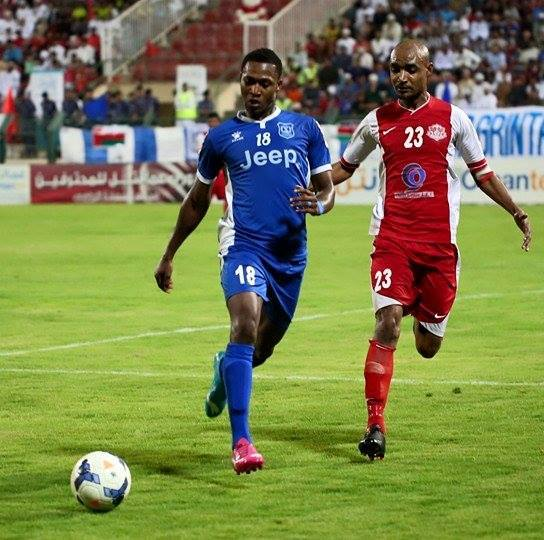
Mechac Koffi - 2014–15 Oman Professional League

23 de julio de 2014, llegó a Omán y el 6 de agosto de 2014 firmó un contrato de dos años con el Al-Nasr SC, club de Salalah. Hizo su debut en Liga Profesional de Omán y anotó su primer gol el 20 de septiembre de 2014 en una derrota 3-2 ante los rivales del Dhofar Club. Anotó 19 goles en 25 apariciones en la temporada 2014-15, incluyendo un triplete el 8 de enero de 2015 en victoria 4-2 sobre eventual subcampeón de la temporada 2014-15, Fanja SC, emergiendo así como el máximo goleador de la temporada de la liga profesional de Omán de 2014-15. También hizo una aparición y anotó un gol en la Copa de la Liga de Omán 2014-15. Anotó 5 goles en 6 partidos en la Copa del Sultán Qaboos 2014-15, lo que valió el título de goleador del torneo, ayudando a su equipo llegar a las semifinales de la competición donde cayó 2-1 en el global a los eventuales ganadores de la Copa, y también la liga profesional de 2014-15 Omán, el Al Oruba.

### Emiratos Árabes Unidos
El 27 de mayo de 2015, llegó a los Emiratos Árabes Unidos y al día siguiente firmó un contrato de dos años con club de primera división, Ittihad Kalba SC. Hizo su debut para el club el 24 de octubre de 2015 en un empate 1-1 ante el Hatta Club en la Copa de la Liga de los EAU y anotó su primer gol para el club en la misma competición en 14 de noviembre de 2015, en una victoria de 3-1 sobre Dibba Al-Hisn Sports Club. hizo su debut en la primera división de los Emiratos Árabes Unidos, y anotó su primer gol en la competición el 11 de diciembre de 2015 en un 1-1 empate ante el Al-Urooba.

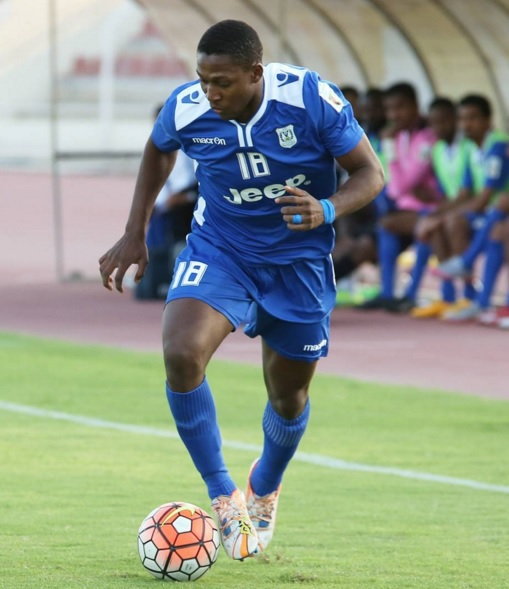
Mechac Koffi - 2015–16 Oman Professional League

### Regreso a Omán
En enero de 2016, especularon noticias de que el delantero de Costa de Marfil podría regresar a uno de los clubes de Omán como Al Suwaiq Club, Al-Nahda Club y su antiguo equipo, el Al-Nasr SC. Como resultado, el 28 de enero de 2016, él firmó un contrato a corto plazo con el Al-Nasr SC hasta el final de la temporada. Él hizo su primera aparición en la Liga Profesional de Omán 2015-16 el 31 de enero de 2016 en una derrota 1-0 contra el Al Oruba SC y anotó su primer gol el 4 de febrero de 2016 en la victoria 1-0 sobre el Al Khaboura SC. Anotó 1 gol en 2 presentaciones en la Copa de la Liga 2015-16, ayudando a su equipo a ganar el título por primera vez en la historia del club. Él hizo su primera aparición en la edición 2015-16 de la Copa del Sultán Qaboos el 15 de febrero de 2016 en una derrota 0-1 contra Fanja SC, y anotó un gol en una victoria de 2-1 contra el mismo equipo en el partido de vuelta de los cuartos de final, ayudando a la calificación para las semifinales donde perdió contra el Saham Club, con un agregado de 1-0.